# Marulanda
Marulanda là một khu tự quản thuộc tỉnh Caldas, Colombia. Thủ phủ của khu tự quản Marulanda đóng tại Marulanda Khu tự quản Marulanda có diện tích 373 ki lô mét vuông. Đến thời điểm ngày 28 tháng 5 năm 2005, khu tự quản Marulanda có dân số 3626 người.